# Giải của Hiệp hội phê bình phim Toronto cho phim tài liệu hay nhất
Giải của Hiệp hội phê bình phim Toronto cho phim tài liệu hay nhất là một trong các giải thưởng hàng năm của Hiệp hội phê bình phim Toronto dành cho phim tài liệu được bầu chọn là hay nhất.

## Các phim đoạt giải

### Thập niên 2000
| Năm  | Phim                    | Đạo diễn          |
| ---- | ----------------------- | ----------------- |
| 2003 | Bowling for Columbine   | Michael Moore     |
| 2003 | Capturing the Friedmans | Andrew Jarecki    |
| 2004 | The Fog of War          | Errol Morris      |
| 2005 | Grizzly Man             | Werner Herzog     |
| 2006 | Manufactured Landscapes | Jennifer Baichwal |
| 2007 | No End in Sight         | Charles Ferguson  |
| 2008 | Man on Wire             | James Marsh       |